# 南非豆娘魚
南非豆娘魚(學名：Abudefduf natalensis)，為輻鰭魚綱鱸形目隆頭魚亞目雀鯛科的其中一種。分布於西印度洋南非、馬達加斯加、模里西斯、法屬留尼旺海域，深度1-25公尺，本魚體呈成橢圓形且側扁，體色為銀白色，頭部深灰色，近背鰭基部前緣至鰓蓋有一條不明顯的深色橫帶，體側具3條黑色窄橫帶，尾鰭叉形，尾柄、尾鰭上下葉、臀鰭前半部為黑色，背鰭硬棘12-13枚、背鰭軟條12-13枚、臀鰭硬棘2枚、臀鰭軟條12-13枚，體長可達17公分，棲息近海礁坡，繁殖期時，會成對出現，卵生，雄魚會守護魚卵，生活習性不明，可做為觀賞魚。